# 永兴公主 (南唐)
永兴公主（917年—940年），是中国五代十国南唐开国皇帝烈祖李昪第四女。
她在吴国天祚三年（937年）正月成为吴帝杨溥的太子杨琏的太子妃。李昪取代吴国，建立齐国。册封永兴公主。宋齐丘请公主离婚，李昪不许。她听到别人称呼自己为公主，非常悲伤。随杨琏到池州。940年，杨琏从平陵回京的时候，在船里大醉暴亡。公主回金陵，自称未亡人，在佛前祈祷：“愿儿生生世世莫作有情之物”。二十四岁，无疾而终。